# اسون فریبری
اسون فریبری (سوئدی: Sven Friberg؛ ۷ فوریه ۱۸۹۵ – ۲۶ مه ۱۹۶۴) بازیکن و مربی فوتبال اهل سوئد بود.
وی به همراه تیم ملی فوتبال سوئد به مدال برنز مسابقات فوتبال در بازی‌های المپیک تابستانی ۱۹۲۴ دست پیدا کرده‌است.